# Johanna Enlists
Johanna Enlists è un film muto del 1918 diretto da William Desmond Taylor e interpretato da Mary Pickford (anche produttrice). Il film venne distribuito il 15 settembre 1918 dall'Artcraft Pictures Corporation.

## Trama
Johanna Renssaller è una romantica ragazza di origine olandese che vive con la sua famiglia in una fattoria della Pennsylvania sognando l'amore. Quando nei pressi della fattoria viene a installarsi un intero reggimento di reclute pronte a partire per la prima guerra mondiale, Johanna si vede all'improvviso al centro dell'attenzione di tutti quei ragazzi. Per rendersi più affascinante, si prepara un bagno di latte. Ma viene sorpresa dal tenente Le Roy: alle urla di Johanna accorre Vibbard che insulta il tenente e, per questo, viene arrestato. Al processo, Johanna conosce e si innamora del capitano Van Rensaller. I due suoi pretendenti fanno pace e Le Roy lascia cadere le accuse contro Vibbard, mentre Johanna può finalmente andarsene con il suo principe azzurro che la porta via al galoppo a cavallo.

## Produzione
Il film fu prodotto - con il titolo di lavorazione Mobilizing of Johanna - dalla Pickford Film.

## Distribuzione
Distribuito dall'Artcraft Pictures Corporation, uscì nelle sale cinematografiche USA il 15 settembre 1918. Copia del film in 16 mm viene conservata negli archivi dell'International Museum of Photography and Film at George Eastman House. Altre copie in 35 mm si trovano al Mary Pickford Institute for Film Education.